# Brigate rosse-Partito guerriglia del proletariato metropolitano

Les Brigate rosse-Partito guerriglia del proletariato metropolitano (en français : Brigades rouges-Parti Guérilla du Prolétariat métropolitain, BR-PGPM) sont un groupe armé italien actif entre le 16 décembre 1981 et la fin de l'année 1982, issu d'une scission avec les Brigate Rosse. Il est mené par Giovanni Senzani.
En avril 1981, Senzani est chargé de l'enlèvement de Ciro Cirillo, un notable local de la Démocratie chrétienne (DC), libéré trois mois plus tard après des négociations complexes impliquant la Camorra, le SISMI et la DC. Cet épisode laisse perplexe nombre de commentateurs, puisque l'État italien avait catégoriquement refusé de négocier la libération du Premier ministre Aldo Moro quatre ans plus tôt, mais accepta de le faire pour un notable napolitain.
L'ancien chef adjoint de la police de Gênes, Arrigo Molinari, a prétendu que Senzani, un criminologue, était un agent du SISMI dirigé par Giuseppe Santovito.
La colonne de Naples et le Fronte carceri (collectif des brigadistes emprisonnés) sont à l'origine de cette scission, contestant la ligne des Brigades rouges. Malgré la répression de janvier 1982, les BR-PGPM exécutent Raffaele Delcogliano le 27 avril et Antonio Ammaturo le 15 juillet à Naples. Plusieurs assassinats et attaques meurtrières pour récupérer des armes sont revendiqués par les BR-PGPM.
À la suite d'une série d'arrestations à la fin de l'année 1982, le groupe ne fait plus parler de lui. Au total, 193 personnes sont arrêtés dans l'enquête sur les BR-PGPM.